# Umri drugi dan
Umri drugi dan (eng. Die Another Day)  britanski je akcijski triler iz 2002. god. To je 20. film o  Jamesu Bondu, četvrti i posljednji s  Pierceom Brosnanom u glavnoj ulozi. U filmu, Bond je izdan nakon ubojstva opasnog sjevernokorejskog pukovnika, nakon čega ga zarobljavaju. Konačno pušten u razmjeni zatvorenika, mora slijediti tragove kako bi otkrio tko ga je izdao, ali saznaje da je osoba koju traži isti sjevernokorejski pukovnik kojeg je navodno ubio. Bonda tada izdaje isti agent MI6-a koji ga je trebao čuvati, a mora zaustaviti mogući rat između Sjeverne i Južne Koreje.
Umri drugi dan producirali su veterani Michael G. Wilson i Barbara Broccoli. Osim toga što je bio dvadeseti Bond film, Umri drugi dan objavljen je na 40. godišnjicu izlaska prvog filma, a u filmu se nizom referenci odaje počast prethodnim filmovima iz serijala.

## Produkcija
Umri drugi dan na mnogo se načina razlikuje od standardne Bond formule. Prolog završava s Bondom kojeg sjevernokorejska vojska zatvara i muči četrnaest mjeseci.
Film je zaradio dosta loše kritike na korejskom poluotoku i u ostatku svijeta. Sjevernokorejci su bili nezadovoljni jer im je zemlja prikazana kao brutalna i žedna rata. Mnogi Južnokorejci bili su uvrijeđeni romantičnom scenom u budističkom hramu i scenom gdje američki časnik daje naputke sjevernokorejskoj vojsci o obrani svoje zemlje.
Jedan od predmeta kritike bila je velika količina proizvoda koji su se našli u filmu pa su mediji kao BBC, Time i Reuters koristili igru riječi "Buy Another Day" (Kupi drugi dan). Navodno je 20 tvrtki platilo 70 milijuna dolara kako bi se njihovi proizvodi našli u filmu, što je rekord svih vremena, iako je USA Today objavio kako se ta brojka vrti na oko 100 milijuna dolara. Broj tvrtki koje su se oglašavale u sljedećem filmu, Casino Royale, pao je na samo osam. Budući da su se pojavila dva slična proizvoda, postoje dvije verzije filma. U Sjedinjenim Državama, Bond se brije aparatom za brijanje Norelco Spectra, u ostatku svijeta koristi Philishave Sensotec.
Iako bazična radnja i naslov ne potječu iz nekog romana o Jamesu Bondu, ovo je prvi film od Dozvole za ubojstvo iz 1989. koji uključuje dosta elemenata iz Bond knjiga. Na primjer, sjevernokorejski zlikovac pukovnik Tan-Sun Moon ima slično ime kao pukovnik Sun, zlikovac iz istoimenog romana Kingsleyja Amisa o Bondu.
Pojavljuje se nekoliko elemenata iz Flemingova originalnog romana Operacija Svemir. U tom romanu, nacist mijenja identitet i postaje popularni britanski multimilijunaš. Zatim donira milijune kako bi konstruirao "Moonraker" projektil koji bi tobože trebao služiti za britansku zaštitu, ali zapravo služi za uništenje Londona. Osim toga, klub za mačevanje zvan Blades, pojavio se kao kartaški klub u Operaciji Svemir. Lik Mirande Frost trebao se zvati Gala Brand, kao i Bond djevojka u originalnom romanu Operacija Svemir. Dio sadržaja ovog filma preuzet je iz filma Dijamanti su vječni (dijamanti koji služe za satelitsko oružje; negativac kojeg je Bond navodno ubio vraća se poslije kao milijunaš) kao i iz filma Čovjek sa zlatnim pištoljem (Ikar je oružje koje koristi sunčevu energiju kao i Solex Agitator u Zlatnom pištolju).
Umri drugi dan bio je prvi film od Živi i pusti umrijeti u kojem se nije pojavio Desmond Llewelyn, koji je umro u automobilskoj nesreći 19. prosinca 1999., samo nekoliko dana nakon premijere filma Svijet nije dovoljan. Umjesto njega, ulogu Q-a preuzeo je John Cleese. Međutim, jasno je da on glumi drugog lika (koji je predstavljen kao Q-ov pomoćnik "R" u Svijet nije dovoljan). Q čak izjavljuje kako je naučio od svog prethodnika da se nikada ne šali o svom poslu, što je rečenica u počast Desmondu Llewelynu koji u filmu Goldfinger kaže Bondu da se nikada ne šali o svom poslu.

### Filmske lokacije
- Obala Puk'chonga, Sjeverna Koreja
- Korejska demilitarizirana zona
- Južna Koreja
- Hong Kong, Kina
- Havana, Kuba
- Isla Los Orangos, Kuba
- London, Engleska
- Island

### Lokacije snimanja
- Pinewood Studios
- Maui, Havaji
- Holywell Bay, Cornwall, Ujedinjeno Kraljevstvo
- Church Crookham, Hampshire, UK
- Cadiz, Španjolska
- Reform Club, London
- London
- Svalbard, Norveška
- Jökusarlon, Island
- Nacionalni park Jostedal, Norveška
- The Eden Project, Cornwall, UK
- RAF Odiham, Hampshire, UK
- RAF Manston, Kent, UK
- Burnham Deepdale, Norfolk, UK
- Penbyrn beach, Ceredigion, Wales, UK

## Radnja
Bond i dva Južnokorejca infiltriraju se u organizaciju pukovnika Tan-Sun Moona, sjevernokorejskog vojnog časnika koji ilegalno prodaje oružje u zamjenu za afričke dijamante. Bond postavlja dva C4 eksploziva u kovčeg s dijamantima, dok se detonator nalazi u njegovom ručnom satu. Upoznaje se sa Zaom, korejskim operativcem koji radi za Moona. Nakon što mu je Bond predao dijamante, Zao (koristeći identifikacijski telefon) otkriva i kaže pukovniku Moonu tko je Bond zaista. Pukovnik Moon uništava helikopter u kojem je Bond došao i kaže mu da zna koji je njegov pravi identitet. Upravo tada, general Moon, otac pukovnika Moona, nazove i kaže mu da će uskoro stići. Pukovnik Moon naređuje svojim ljudima da ubiju Bonda i ulazi u veliku lebdjelicu. Bond detonira C4 eksploziv u aktovci, nakon čega većina dijamanata završava u Zaovu licu. Bond ulazi u lebdjelicu i daje se u potjeru za pukovnikom Moonom. Tijekom potjere, pukovnik Moon je poginuo nakon pada preko slapa, a Bonda je zarobila sjevernokorejska vojska. Zatvaraju ga i muče četrnaest mjeseci.
Kako su ga se nadređeni odrekli, a njegov status agenta 00 poništen od strane M, Bond se nakon izlaska odlučuje sam potražiti krticu. Sastaje se s g. Changom u hotelu u Hong Kongu i ponudi mu da će mu pomoći pronaći Zaoa jer je Zao ubio tri Changova čovjeka kad je pokušavao dići u zrak sastanak na vrhu između Južne Koreje i Kine prije nego što je uhvaćen. Chang pronalazi Zaoa na Kubi i prijazno dobaci Bondu, "Ako ga pronađeš, reci mu zbogom od nas." Bond se sastaje s Raoulom koji mu kaže kako je Zao lociran na obližnjem otoku zvanom Isla Los Organos, u klinici za gensku terapiju u kojoj pacijenti mijenjaju svoj izgled i identitet. Na obali, Bond upoznaje agenticu NSA (Američka agencija za nacionalnu sigurnost), Jinx (Halle Berry), i slijedi je do klinike, gdje ona ubija jednog od liječnika i na računalu pronalazi Zaovu sobu.
Bond je, međutim, već ondje. Držeći Zaoa na nišanu i čvrsto stišćući vrećicu za tekućinu koja je povezana sa Zaom, Bond pokuša (neuspješno) dobiti informacije od njega tko mu je smjestio (Bondu) u Sjevernoj Koreji. Počinje obračun, a Bond uspijeva ščepati privjesak u obliku metka koji je visio oko Zaova vrata. Zao bježi iz sobe, Jinx polazi za njim, noseći pištolj s prigušivačem. U potjeru se daje i Bond, ali Zao uspijeva pobjeći helikopterom. Jinx zaroni kako bi pobjegla naoružanim čuvarima i ulazi u gliser koji ju je čekao.
Bond otvara privjesak koji je uzeo Zaou i pronalazi dijamante. Uz Raoulovu pomoć, Bond saznaje da su to dijamanti iz afričkih područja zahvaćaenih ratom (krvavi dijamanti), što ga vodi do tvrtke Gustava Gravesa.
Bond pronalazi Gravesa u Londonu, gdje se milijarder(poznat kao "Kralj dijamanata"), spušta padobranom ispred Buckinghamske palače. Konačno nailaze jedan na drugog u klubu za mačevanje, gdje se dvojica muškaraca upuštaju u žestoki obračun mačevima. Na kraju, Graves poziva Bonda na zabavu koju održava na Islandu u povodu znanstvene prezentacije. Tijekom iste scene, Bond upoznaje Gravesovu partnericu za mačevanje, Mirandu Frost, koja ledeno odbije njegovo udvaranje.
U napuštenoj podzemnoj željezničkoj stanici, M vraća Bondu njegov 00 status i ponudi mu pomoć MI6-a u njegovoj istrazi. Bond saznaje da je Miranda Frost krtica koja radi za MI6. Nije uspjela donijeti Gravesova dobra, što je M dovelo u nepriliku. Nakon što je dobio opremu od Q-a, Bond odlazi na Island gdje se u Ledenoj palači održava zabava. Tijekom zabave, susreće Jinx.
Graves održava prezentaciju o vraćanju planetu nešto zauzvrat za sve što je on dao njemu. Koristeći kontrole u high-tech aktovci na podiju, Graves aktivira satelit u svemiru koji reflektira sunčeve zrake na Ledenu palaču - pretvorivši noć u dan. Svi plješću na spektakularne rezultate, a Graves uzvikne: "Predstavljam vam Ikar!"
Gravesov plan, koji podsjeća na filmove Dijamanti su vječni, Operacija Svemir i Zlatno oko, uključuje sustav svemirskih zrcala napravljenih od dijamanata koji će usmjeriti sunčevu energiju na malo područje kako bi osvijetlio arktičke noći i pružio razvoj. Zapravo, sustav zrcala u orbiti je super-oružje.
Graves je zapravo pukovnik Moon koji je se podvrgnuo genskoj terapiji i izmijenio DNK strukturu. Naslov filma, Umri drugi dan,  odnosi se na pukovnika Moona koji je preživio prvi sukob s 007. U nastavku filma, Bond kaže Gravesu, "Poživio si da umreš drugi dan".
Jinx pokuša ući u Gravesov stožer, ali je hvata Zao. Nakon što ju je spasio Bond, ona odlazi po pojačanje, ali biva zarobljena u ledenu špilju. Bond nastavlja istraživati pogon. Doznaje pravi identitet svog suparnika. Osim toga, otkriva se kako je Frost dvostruka agentica te da je izdala Bonda u Koreji.
Bond uspijeva pobjeći iz palače unatoč punoj snazi Ikara koja je okrenuta protiv njega. Vraća se u ledenu palaču u isto vrijeme kad Graves i Frost bježe iz nje. Bond svladava Zaoa u okršaju naoružanih auta, a onda spašava Jinx iz palače koja se počela topiti kad se Ikar raspao.
Bond i Jinx se vraćaju u  Južnu Koreju i odlaze iza neprijateljskih linija kako bi likvidirali Gravesa. Iskaču padobranom u  Sjevernu Koreju i planiraju ga ubiti iz daljine pouzdavajući se u svoje streljačke sposobnosti. Nisu iskoristili šansu i moraju se ukrcati kao slijepi putnici u avion s Gravesom, njegovim ljudima i generalom Moonom. Do tada general Moon nije bio svjestan sinova novog identiteta. Sinov izgled mu je odbojan, a gade mu se i njegovi planovi, pa se okreće protiv njega.
Istodobno započinju dva obračuna, onaj između Bonda i Gravesa u stražnjem dijelu aviona, i između Jinx i Frostove u kokpitu. Graves daljinskim upravljačem koristi Ikar kako bi očistio stazu kroz miniranu demilitariziranu zonu koja razdvaja Sjevernu i Južnu Koreju. Graves planira kako će Sjeverna Koreja napasti Južnu Koreju, Japan i druge države u susjedstvu. Ikar može i braniti Sjevernu Koreju uništavajući balističke projektile ili nuklearne glave koje bi bile ispaljene na državu ili njezine snage, osujetivši tako veće osvetničke napade neprijatelja.
Bond svladava Gustava i baca ga kroz prozor s padobranom. Graves se uspijeva zadržati rukama, ali Bond ga odbacuje u motor aviona. Jinx uspijeva svladati Frostovu u žestokom okršaju mačevima proboviši je. Jinx i Bond tada odlaze u kabinu kako bi iskontrolirali padajući avion.
U međuvremenu, u MI6-u, Moneypenny testira Q-ove virtualne naočale pa zamišlja kako ljubi Bonda, valjda po prvi put. Dolazi Q i pronalazi je kako leži na podu u komičnoj pozi.
Film se vraća Bondu i Jinx u osamljenoj tropskoj vili. Leže u krevetu okruženi s bezbroj dijamanata, a nakon toga počinje odjavna špica.

## Vozila i naprave
- Aston Martin V12 Vanquish - Auto je opremljen standardnom opremom uključujući prednje rakete iza rešetki, skrivene automatske puške sa sustavom automatskog ciljanja. Ima i sustav za izbacivanje sjedala, što je homage originalnom Aston Martinu iz filma Goldfinger. Auto ima i sustav kamuflaže koji mu omogućava da postane nevidljiv golom oku.
- Jaguar XKR - Zaovo auto. Opremljen je automatskim uzijima, uređajem za termalni prikaz i projektilima skrivenima iza prednjih rešetki.
- Prsten za razbijanje stakla - Prsten, koji je Bondu dao Q, koji emitira visoku frekvenciju koja razbija bilo koje staklo u svojem dometu.
- Omega Seamaster sat - Sat koji se prvi put može vidjeti u prologu u kojem se nalazi detonator koji se aktivira okretanjem plohe sata. Kasnije u filmu Bond dobiva još jedan sat (njegov "dvadeseti" prema Q-u, referenca na to da je ovaj film 20. službeni Bond film), koji u sebi sadrži laser tako moćan da može napraviti rupu u zaleđenoj površini jezera.
- Daska za surfanje - Također se može vidjeti u prologu, a u njoj se nalazi tajni odjeljak s pištoljem Walther P99 (s prigušivačem), dva komada C4 eksploziva i nož s GPS-om.
- GPS nož - Bond koristi ovu napravu u  Sjevernoj Koreji. Nakon što je nož oštricom zaboden u zemlju, iz drške se pojavljuje mali satelitski odašiljač koji šalje lažni signal neprijateljskom helikopteru.

## Glumci
- Pierce Brosnan - James Bond
- Halle Berry - Giacinta 'Jinx' Johnson
- Toby Stephens - Gustav Graves
- Rosamund Pike - Miranda Frost
- Rick Yune - Zao
- Will Yun Lee - Pukovnik Moon
- Kenneth Tsang - General Moon
- Judi Dench - M
- John Cleese - Q
- Emilio Echevarria - Raoul
- Michael Madsen - Damien Falco
- Samantha Bond - Gđica. Moneypenny
- Colin Salmon - Charles Robinson
- Madonna - Instruktor mačevanja

## Reference na druge Bond filmove
Kako bi obilježili 40. godišnjicu Bond filmova, producenti su ubacili reference na svih 19 prethodnih filmova.
- Kao i Honey Rider u filmu Dr. No, Jinx se pojavljuje izlazeći iz vode u bikiniju s nožem i remenom.
- Scena u kojoj Jinx umalo ne pogiba od laserskih zraka podsjeća na scenu s laserom u Goldfingeru.
- Pojavljuju se i neke Bondove klasične naprave, kao što je scena u kojoj Q (John Cleese) daje Bondu njegovu opremu. Između ostalih, vidi se cipela s nožem kakvu je nosila Rosa Klebb u filmu Iz Rusije s ljubavlju, pa raketni opasač kojim je Bond pobjegao u prologu Operacije Grom, te mini-avion i podmornica u obliku aligatora iz Octopussy.
- Uniforme čuvara na Gravesovoj zabavi slične su onima kakve su nosili Blofeldovi ljudi u filmu U službi njenog Veličanstva.
- Krijumčarenje dijamanata i upotreba satelita s moćnim laserskim zrakama dolazi iz filma Dijamanti su vječni.
- Uređaj za  magnetsku rezonanciju koji grabi metalne predmete funkcionira kao i magnetski sat u Živi i pusti umrijeti.
- Bond je odveden u terenske urede MI6-a, u britanski brod koji se nalazi u vodama Hong Konga, kao i u filmu Čovjek sa zlatnim pištoljem.
- Padobran sa zastavom  Velike Britanije koji koristi Graves podsjeća na Bondov iz filma Špijun koji me volio.
- Bondov žestoki okršaj s Gravesom, u kojem uništavaju izloške i druge vrijedne rukotvorine, podsjeća na Bondovu borbu s Changom u Operaciji Svemir.
- Bond nalijeće na agenticu s pištoljem pričvršćenim za bok, kao u filmu Dozvola za ubojstvo.
- Scena u kojoj Bonda špijuniraju u njegovom hotelskom apartmanu je homage filmu Iz Rusije s ljubavlju u kojem SPECTRE snima Bonda i Tatjanu kako vode ljubav.
- Jinxin pad unatrag kako bi pobjegla podsjeća na Magdin izlazak iz Bondova apartmana u Octopussy.
- Kad je Bond pobjegao iz instituta ranije na filmu, ako se sluša pažljivo, u pozadini se može se čuti tematska pjesma iz filma Dr. No.
- Dvije Bond djevojke - jedna pokušava ubiti Bonda, a druga pomoći mu. Kao u filmovima: Operacija Grom, Pogled na ubojstvo, Zlatno oko, Svijet nije dovoljan.

## Vanjske poveznice
- Umri drugi dan u internetskoj bazi filmova IMDb-a
- Umri drugi dan na Rotten Tomatoes
- Umri drugi dan na Box Office Mojo
- http://www.jamesbond.com/ James Bond Official site
- Decio Die Another Day site  Arhivirana inačica izvorne stranice od 13. ožujka 2007. (Wayback Machine)
- Die Another Day page on The Ultimate James Bond Community  Arhivirana inačica izvorne stranice od 12. siječnja 2007. (Wayback Machine)
- The New York Times Review  Arhivirana inačica izvorne stranice od 14. kolovoza 2003. (Wayback Machine)
- Movie Tour Guide.com - Maps and directions to Die Another Day Filming Locations
- Locations site  Arhivirana inačica izvorne stranice od 2. srpnja 2013. (Wayback Machine)